# Puto peyerimhoffi
Puto peyerimhoffi är en insektsart som först beskrevs av Vayssiere 1923.  Puto peyerimhoffi ingår i släktet Puto och familjen ullsköldlöss.
Artens utbredningsområde är Algeriet. Inga underarter finns listade i Catalogue of Life.